# Meckenbach
Meckenbach là một đô thị thuộc huyện Bad Kreuznach trong bang Rheinland-Pfalz, phía tây nước Đức. Đô thị Meckenbach có diện tích 6,96 km², dân số thời điểm ngày 31 tháng 12 năm 2006 là 401 người.